# Doctorado en Administración de Negocios

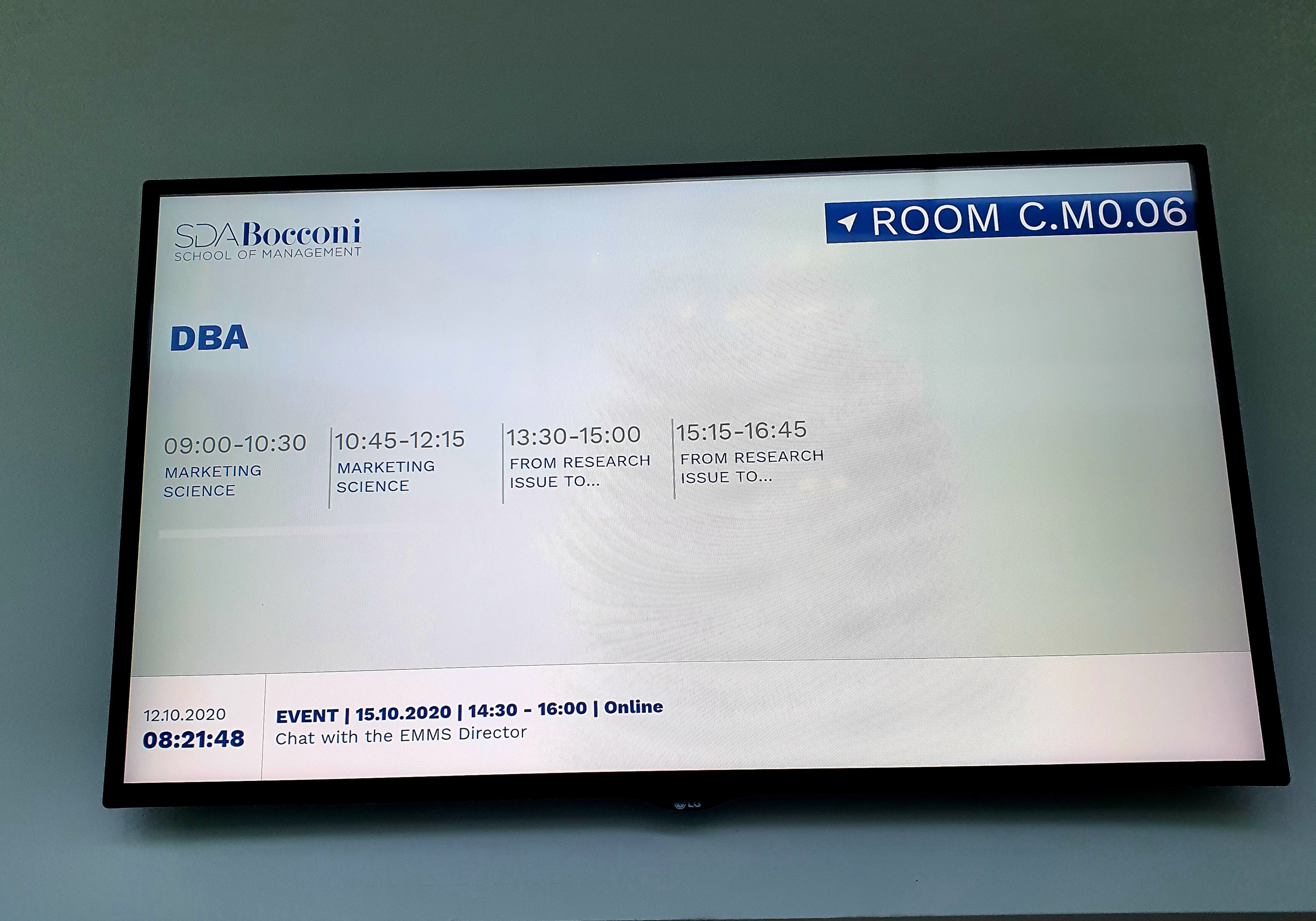
Orario tipo di un programma DBA a MIanoefeha:2021-0713Autor:Cmari1976

Un Doctorado en Administración de Negocios, Doctorado en Administración de Empresas, o Doctorado en Dirección de Empresas (Doctor of Business Administration en inglés, abreviado DBA) es un doctorado de investigación profesional en negocios.El DBA basa su investigación en los negocios y los temas gerenciales.
Hay muchas Escuelas de Negocios que requieren haber tenido cargos gerenciales como requisito para ingresar a un DBA. Los candidatos al D.B.A. presentan un proyecto significativo, típicamente denominado tesis o disertación, que consiste en un cuerpo de investigación académica original que en principio es digno de ser publicado en una revista revisada por pares. Los candidatos deben defender este trabajo ante un panel de examinadores expertos llamado comité de tesis, disertación o doctorado. Además, este doctorado ejecutivo ofrecerá a los profesionales de alto calibre excelentes oportunidades de establecer contactos y la posibilidad de participar en una comunidad de aprendizaje e innovación que contribuya al desarrollo de las mejores prácticas industriales, a la formulación de políticas públicas de mejora del bienestar y a la canalización de la perturbación tecnológica como una fuerza para el bien de la sociedad. Algunas universidades también combinan el campo de la administración de empresas con la tecnología.

## Estructura y Formato
Los programas de doctorado en administración de empresas tienen un doble propósito: contribuir a la teoría de los negocios y seguir desarrollando la práctica profesional (por ejemplo, contribuir al conocimiento profesional en los negocios). Las universidades generalmente requieren que los candidatos tengan una experiencia significativa en negocios, particularmente en roles con liderazgo u otras responsabilidades estratégicas . Los candidatos al D.B.A. se especializan en esferas como la ciencia de la gestión, la gestión de la tecnología de la información, el comportamiento organizativo, la economía, las finanzas y otras similares. Al igual que en otros programas de doctorado, los planes de estudio pueden ofrecerse a tiempo completo o parcial. De acuerdo con los estándares de educación superior europeos establecidos por el Proceso de Bolonia, la duración normal de los programas de doctorado de investigación como el D.B.A. y el doctorado es normalmente de 3-4 años de estudio a tiempo completo.
La responsabilidad de la estructura de los programas de doctorado reside en los comités de investigación de los graduados o su equivalente dentro de la universidad. Como tal, los programas de D.B.A. tienen un conjunto específico de regulaciones universitarias y están sujetos a procesos de aprobación de calidad. Los reglamentos incluyen referencias a protocolos para tratar cuestiones éticas en la investigación. Estos reglamentos se utilizan ampliamente en las universidades australianas. Por ejemplo, un estudiante de D.B.A. no puede embarcarse en la fase de investigación antes de aprobar todos sus cursos. Además, una vez superada la etapa de propuesta, debe aclarar las cuestiones relacionadas con la ética con un Comité de Ética. Los candidatos están preparados para el complejo análisis y la toma de decisiones que se requiere de los líderes que se enfrentan a la perturbación y la oportunidad que traen consigo las nuevas tecnologías. Estos candidatos deben pasar por numerosas moderaciones internas de la disertación antes de someterse a exámenes externos (por lo general, al menos dos). Los candidatos seleccionados suelen revisar sus disertaciones numerosas veces antes de que el comité de doctorado les conceda la aprobación final.

## Relación entre PhD y DBA
El DBA, que significa Doctor en Administración de Empresas, y el Ph.D., Doctor en Filosofía, son títulos similares en la rama de Administración de Empresas en los Estados Unidos. Además, ambos doctorados se consideran de investigación y representan la más alta calificación académica en el ámbito de los negocios del país. Como tal, tanto el  D.B.A. y Ph.D.  permiten a los titulares convertirse en miembros de la facultad en instituciones académicas. El D.B.A. y el Ph.D. en Administración de Empresas son títulos terminales, que permiten al receptor obtener una posición de titularidad en los Estados Unidos; los requisitos de otros países pueden diferir.
En algunos casos, la distinción es exclusivamente administrativa (la Harvard Business School no fue autorizada a emitir un doctorado hasta 2018). En otros casos, la distinción es de orientación y resultados previstos. El doctorado se centra en gran medida en el desarrollo de conocimientos académicos originales, mientras que el D.B.A. hace hincapié en la investigación aplicada.
Al finalizar, los graduados de los programas de doctorado generalmente emigran a puestos de profesorado a tiempo completo en el mundo académico, mientras que los de los programas de D.B.A. reaparecen en la industria como investigadores aplicados o ejecutivos. Si trabajan a tiempo completo en la industria, los graduados de los programas de D.B.A. y Ph.D. a menudo se convierten en profesores adjuntos en los principales programas de licenciatura y posgrado.
Las principales diferencias (recogidas, por la Universidad Pontificia de Comillas, de los artículos de Thomas Garf) son:
1. Grupos objetivo: jóvenes graduados (PhD) vs. profesionales mayores (DBA).
2. Motivación: perspectiva de carrera (PhD) vs. desafío personal (DBA).
3. Acceso a los datos: una de las mayores ventajas de muchos estudiantes de DBA es el acceso a los datos en su propio negocio.
4. Cualificación del doctorado y del DBA y objetivos de la carrera: a tiempo completo vs. a tiempo parcial.
5. Creación de conocimiento: Diferencias entre los programas de doctorado en gestión.
6. Reconocimiento: título establecido vs. obtención de reconocimiento.[1]

## Universidades que ofrecen el programa
Los programas de D.B.A. se ofrecen en todo el mundo. La mayoría, sin embargo, se ofrecen en Europa (42 %), seguida de América del Norte (28 %) y la región de Asia y el Pacífico (22 %). Actualmente hay 62 miembros del Consejo Ejecutivo de la DBA en todo el mundo que ofrecen programas de D.B.A. 